# Scott Wendholt
Scott Wendholt (Denver, 21 juli 1965) is een Amerikaanse jazzmuzikant (trompet, bugel).

## Biografie
Wendholt groeide op in Mile High City en begon met trompetlessen op de middelbare school. Zijn schoolvriend Greg Gisbert vestigde zijn aandacht op de muziek van Art Blakey. Aan het begin van zijn carrière speelde hij o.a. met Gisbert, Javon Jackson en John Gunther.
Van 1983 tot 1987 studeerde hij aan de Universiteit van Indiana in David Bakers Jazz Studies Program, waar hij een bachelor behaalde. Hij werkte ook in pop en jazz met artiesten als Ralph Bowen en Chris Botti. Daarna woonde hij tot 1989 in Cincinnati, waar hij een verbintenis had in het King's Island Amusement Park en als sideman met Bill Cunliffe en Phil DeGreg. Sinds de jaren 1990 werkt hij in het postbop-circuit in New York met o.a. David Berkman, Don Braden, Dwayne Burno, Alan Ferber, Kevin Hays, Vincent Herring, Jim McNeely, Roberta Piket, Tim Ries, Jim Trompeter, Klaus Suonsaari en Bobby McFerrin (Bang! Zoom, 1996). Wendholt speelde ook in tal van bigbands, waaronder die van Toshiko Akiyoshi, John Fedchock, Woody Herman, Bob Mintzer, Buddy Rich, Maria Schneider, Gary Smulyan, de Mingus Big Band, de Carnegie Hall Big Band en in het Vanguard Jazz Orchestra als opvolger van Thad Jones. In 1998 was hij gastsolist in The George Gruntz Concert Jazz Band (Lieberman). In 1993 nam hij zijn debuutalbum The Scheme of Things voor Criss Cross Jazz op. In 2019 leidde hij een kwartet met Adam Kolker, Ugonna Okegwo en Victor Lewis.

## Discografie
- 1994: Through the Shadows (Criss Cross Jazz) met Don Braden, Billy Drummond, Bruce Barth, Ira Coleman
- 1995: From Now On... (Criss Cross Jazz) met Tim Ries, Steve Armour, Steve Wilson, Bruce Barth, Larry Grenadier, Billy Drummond
- 1997: Beyond Thursday (Double-Time Records) met David Berkman, Tony Scherr, Andy Watson
- 1999: What Goes Unsaid (Double-Time Records) met Eric Alexander, Anthony Wonsey, Dennis Irwin, Billy Drummond
- 2005: Hour of the Pearl (Northeastern State University Jazz Studies), NSU Jazz Ensemble met Scott Wendholt